# Versuch einer Genitaltheorie
In seinem Versuch einer Genitaltheorie, erschienen 1924 im Internationalen Psychoanalytischen Verlag, bemüht sich Sándor Ferenczi, mit an psychoanalytischem Material gewonnenen Kategorien aufs Feld der Biologie vorzudringen: „die bisherige mehr flächenhafte Wissenschaft vom Leben durch einen ‚Tiefenbiologie‘ zu ergänzen“. 
Ausgehend von der Beobachtung, dass beim Samenerguss ursprünglich zum Dickdarm und zur Harnröhre gehörende Triebqualitäten aufs Geschlechtsorgan verschoben und dort in „amphimiktischer Vermengung“ verdichtet worden seien, hält es Ferenczi für möglich, dass solche Energieverschiebungen in der Wechselbeziehung der Organe gang und gäbe und einer Analyse zugänglich seien – im Rahmen einer neuen „bioanalytischen Wissenschaft“, die die psychoanalytischen Kenntnisse und Arbeitsweisen methodisch auf die Naturwissenschaften überträgt. So lasse sich beispielsweise die Autotomie-Tendenz als Parallele zur Verdrängung interpretieren; die Zurückziehung der Besetzung von unlustbetonten Vorstellungen hätte dann organische Vorbilder. Jedes Organ besäße in dem Fall eine gewisse Individualität, in jedem einzelnen wiederhole sich der Grundkonflikt, der einem bei der Analyse des menschlichen Gemüts begegnet. Anstelle der „verdrängten“ Einzelorgane ziehe das Geschlechtsteil deren Besetzung an und führe sie analog dem bei verschiedenen Tieren vorkommendes Abwerfen von (meist später wieder nachwachsenden) Körperteilen in Form des Ejakulates ab.
Besondere Bedeutung kommt der nach Ferenczi sowohl im psychischen wie im organischen Leben vorherrschenden Regressionstendenz zu. Im „biologisch Unbewussten“ lebten die Arbeitsweise und Organisation scheinbar längst überholter Phasen der Individual- und Artentwicklung fort und lenkten nicht nur die manifeste Organbetätigung, sondern überwältigten in Ausnahmezuständen wie Schlaf, Genitalität oder organischer Krankheit die oberflächlichen Lebensbetätigungen ebenso, wie in den Neurosen und Psychosen das normale Bewusstsein von psychologischen Archaismen überflutet werde. Im Schlaf wie im Begattungsakt regrediere das ganze psychische, zum Teil aber auch das organische Wesen auf die antenatale und wahrscheinlich auch auf die phylogenetisch alte Lebensform, indem es bestrebt sei, die längst überwundene Mutterleibs- und Seewassersituation (das Leben entstammt dem Meer...) darzustellen, worin Ferenczi schließlich noch viel archaischere und primitivere Ruhetendenzen – etwa den Trieb zum Anorganischen – vermutet. Die Frage nach Sinn und Zweck der Evolution könne sich so von selbst in die Frage nach ihren Motiven umwandeln, die „alle in der Vergangenheit wurzeln“. Ferenczi nimmt hierzu an, dass Schlaf, Begattung, innere Befruchtung und intrauterine Entwicklung lauter Einrichtungen zur Wiederaufrichtung einer anscheinend überwundenen Entwicklungsperiode seien, analog der Wiederkehr des Verdrängten. Eigentlich, legt Ferenczi nahe, will der Mensch „zurück ins Salzwasser“, die „biologische Zensur“ hindere ihn aber daran (wie beim Winterschläfer die Regression zur Poikilothermie bei Absinken der Körpertemperatur unter eine gewisse Grenze durch plötzliche Wärmeproduktion rückgängig gemacht werde) und lenke so die eigentlich zur Regression drängenden Kräfte im Sinne der Anpassung.
Wenngleich in Fachkreisen weitgehend auf Ablehnung stoßend und aus dem Kanon psychoanalytischer Schriften gestrichen, bezeichnete Sigmund Freud 1933 den Versuch einer Genitaltheorie als Ferenczis „glänzendste und gedankenreichste Leistung“. Man lege „die kleine Schrift mit dem Urteil beiseite: das ist beinahe zuviel für einmal, ich werde es nach einer Weile wieder lesen. Aber nicht nur mir allein geht es so...“ Der amerikanische Anthropologe Weston La Barre fand den Versuch einer Genitaltheorie „berauschend“ und gibt zu – wie Géza Róheim – Ferenczi viel zu verdanken.